# Sune
Sune är ett gammalt nordiskt mansnamn, ursprungligen bildat av fornsvenskans sun med betydelsen 'son'. Namnet återfinns i formen Suni på en runinskrift från 1000-talet och har i sin tur gett upphov till namnformer såsom Sone och Såne. Namnet infördes i almanackan 1901, mycket på grund av sin fornnordiska prägel, och var som mest populärt från 1930-talet till början av 1950-talet. På 1960-talet kom namnet Sune att bli ett smeknamn för raggare, så som Doris kom att bli det för raggarbrudar. 
Den 31 december 2014 fanns det totalt 13 662 personer i Sverige med namnet Sune, varav 5 672 med det som tilltalsnamn. 2014 fick 19 pojkar namnet som tilltalsnamn.
Namnsdag: 29 november i Sverige sedan 1901. I den finlandssvenska namnsdagslängden har Sune namnsdag 28 mars sedan starten 1929, då en egen namnsdagskalender togs i bruk för finlandssvenskar.

## Personer med namnet Sune
- Sune Almkvist, bandyspelare och ledare
- Sune Andersson, fotbollsspelare, landslagsman, OS-guld 1948
- Sune Bergman, ishockeytränare
- Sune Bergström, nobelpristagare i fysiologi eller medicin 1982
- Sune Envall, konstnär
- Sune Eriksson, åländsk politiker
- Sune Fogde, konstnär
- Sune Folkesson (Bjälboätten)
- Sune Haller, kändisadvokat
- Sune Hellströmer, generalsekreterare i Svenska Fotbollförbundet
- Sune Holmqvist, musiker, barn- och ungdomsskådespelare
- Sune Jonsson Bååt, riksråd, lagman i Tiohärad
- Sune Karlsson (sommarvärd), sommarvärd
- Sune Karlsson (speedwayförare), speedwayförare
- Sune Karlsson (friidrott), medeldistanslöpare
- Sune Larsson, segrare i Vasaloppet 1959
- Sune Lekemark, hembygdspersonlighet i Lekvattnet, Torsby kommun i norra Värmland
- Sune Lundquist, pseudonym för Vic Suneson
- Sune Mangs, skådespelare och komiker
- Sune Persson, förbundssekreterare i Folkpartiets ungdomsförbund
- Sune Sik (Sverkersson), svensk prins av omtvistad historicitet
- Sune Sik (död 1240), stupade med Skule Bårdsson vid Nidaros i maj 1240.
- Sune Sik (omkring 1300), svensk adelsman och donator till Vreta kloster, levde under 1200-talets senare del.
- Sune Skjalmsen, norsk storman
- Sune Waldimir, filmmusikkompositör
- Sune Zachrisson, museiman
- Sune Ödling, ishockeyspelare
- Sune Örnberg, författare och kritiker

## Fiktiva figurer med namnet Sune
- Kung Sune, fiktiv person i Mosebacke Monarki, även smeknamn för Sune Bergman då HV 71 blev svenska mästare i ishockey 1995
- Sune Andersson, huvudperson i en lång serie barnböcker skrivna av Anders Jacobsson och Sören Olsson.